# Coupe des Pays-Bas de football 1983-1984
Navigation
Édition précédente Édition suivante
La Coupe des Pays-Bas de football 1983-1984, nommée la KNVB beker, est la 66e édition de la Coupe des Pays-Bas. La finale se joue le 2 mai 1984 au Stade Feijenoord à Rotterdam, en cas d'égalité en fin de rencontre la finale est rejouée.
Le club vainqueur de la coupe est qualifié pour la Coupe d'Europe des vainqueurs de coupe de football 1984-1985.

## Finale
Le Feyenoord Rotterdam gagne la finale contre le Fortuna Sittard, et remporte son sixième titre. La rencontre s'achève sur le score de 1 à 0, l'unique but est marqué par Peter Houtman.
Cette saison Feyenoord réussit le doublé coupe-championnat, Fortuna Sittard se qualifie pour la Coupe d'Europe des vainqueurs de coupe de football 1984-1985 en tant que finaliste perdant.